# (62412) 2000 SY178
(62412) 2000 SY178 — астероїд головного поясу сімейства Гігеї, відкритий 25 травня 2012 року у програмі пошуку навколоземних астероїдів ім. Лінкольна (LINEAR). Це активний астероїд, перший кометоподібний об'єкт сімейства Гігеї й 13-й активний астероїд головного поясу. Яскравість астероїда: бл. 17–20m. Стандартна зоряна величина: 13,6H.